# Hermann Göring
Hermann Wilhelm Göring, adesea doar Hermann Göring sau Hermann Goering, (n. 12 ianuarie 1893, Rosenheim, Bavaria – d. 15 octombrie 1946, Nürnberg) a fost un aviator militar german, politician, comandant militar, al doilea în ierarhia partidului național-socialist (nazist) și a celui de-al Treilea Reich, după Adolf Hitler, și comandantul aviației militare, Luftwaffe, a Germaniei naziste. Înființarea primelor lagăre hitleriste germane de concentrare (gen închisoare) și a Gestapo-ului (poliția secretă de stat) sunt strâns legate de numele lui Göring. Divizia de tancuri Hermann Göring Panzerdivision (divizia de blindate și parașutiști), care a luptat în Africa și Sicilia, a purtat numele său.
Fiul lui Ernst Hermann Göring (n. 1839, d. 1913) și al Franziskăi Tiefenbrunn (d. 1923), Hermann Göring avea origine aristocrată, fiind considerat unul dintre eroii germani ai Primului Război Mondial.
Prin decretul din 19 iulie 1940, Hitler l-a promovat pe Göring la rangul de Reichsmarschall, un grad superior creat special pentru acesta, iar în 1941 l-a desemnat ca succesor al său la conducerea Germaniei naziste.
După capitularea necondiționată a Germaniei la 9 mai 1945, Göring a fost judecat pentru crime de război și crime împotriva umanității în Procesul de la Nürnberg, care a avut loc în 1945-1946, și a fost condamnat la moarte. În timp ce aștepta executarea sentinței sale, Göring s-a sinucis în celula închisorii unde era deținut.

## Biografie timpurie
Născut în sanatoriul de la Marienbad, lângă Rosenheim, în Bavaria, Hermann Göring a fost dintr-o familie de origine religioasă mixtă, catolică și protestantă. Tatăl său fusese militar de carieră și jurist, ajungând ca în timpul cancelarului Otto von Bismarck să fie numit primul guvernator al coloniei germane Africa de Vest.
În copilărie, Hermann Göring a fost crescut de rude și prieteni, respectiv în școli militare, din cauza deselor plecării în străinătate ale părinților săi. În 1904 a fost trimis la o școală-internat în Ansbach din nordul Bavariei. Mai târziu a fost elev al școlii militare din Karlsruhe, urmând ulterior colegiul militar din Lichterfelde. La absolvirea acestuia, Göring a fost desemnat ofițer în armata Prusiei, în regimentul nr. 112 „Prințul Wilhelm”.
A avut un frate mai mic, Albert Göring, director pentru export al uzinelor Škoda din Cehoslovacia.

## Decorații
- Ordinul „Virtutea Aeronautică” de război cu spade, clasa Comandor (11 octombrie 1941) „pentru geniul organizator, înaltele calități de comandant suprem al Forțelor Aeriene Germane, care a dat Reich-ului forța aeriană ce a obținut victoria pe toate fronturile de luptă. Pentru înalta contribuție neprecupețită în pregătirea de războiu și sprijinul acordat Aeronauticei Române în contra bolșevismului, care a dus la eliberarea pământului românesc al Bucovinei și Basarabiei”[24]
- Ordinul Militar „Mihai Viteazul”, clasa III, clasa II și clasa I (14 octombrie 1941) „pentru modul cum a condus operațiunile aeriene ale armatei Reichului și pilda de inițiativă, curaj și dispreț de moarte, prin care a însuflețit sburătorii”[25]

## Finalul

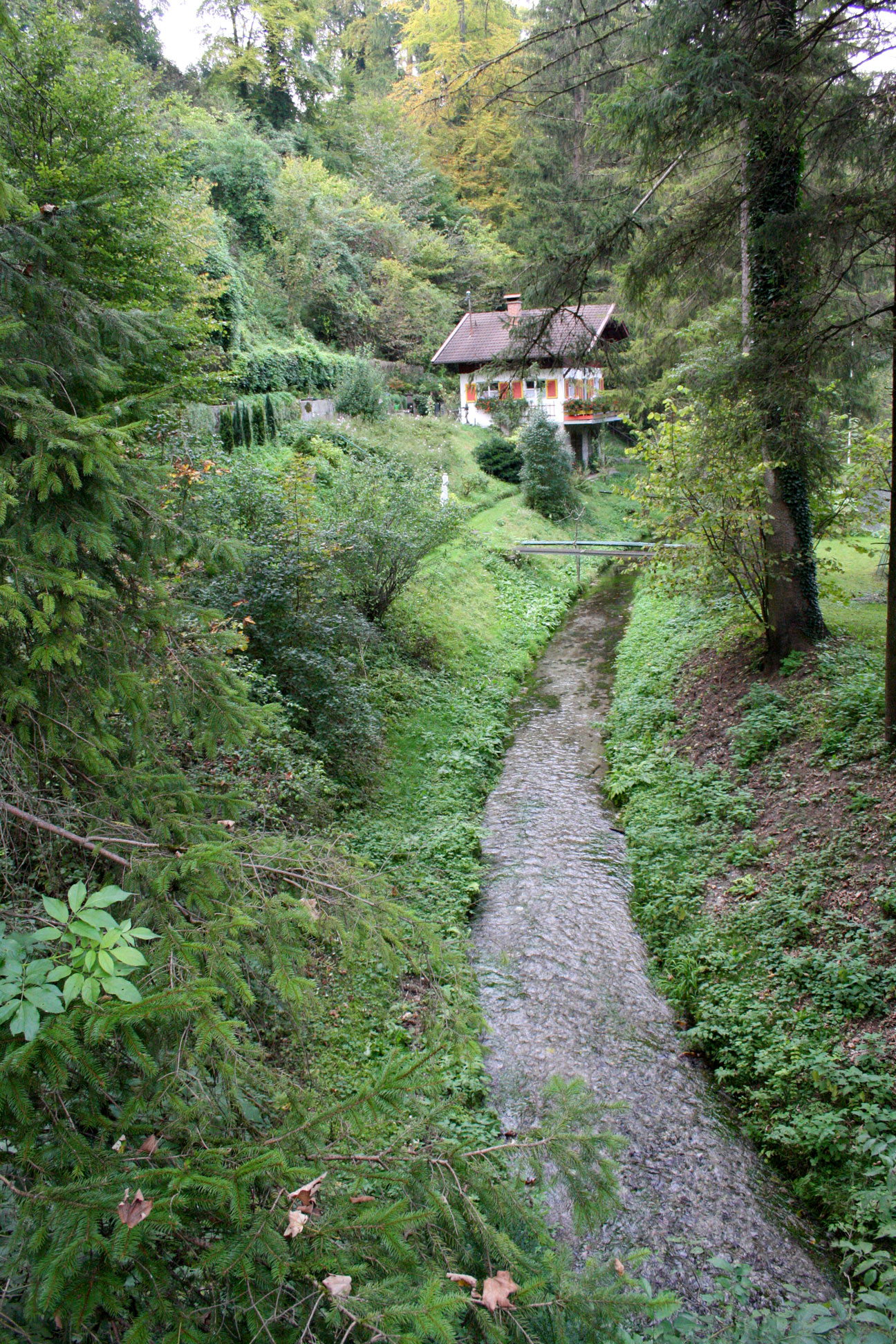
Pȃrȃul Wenzbach (München) în care a fost împrăştiată cenuşa celor 11 inculpaţi

A fost condamnat la moarte, prin spȃnzurare, împreună cu alți 10 inculpați, la procesul din Nürnberg. Execuțiile (duse la împlinire de americanii John C. Woods și Joseph Malta) au avut loc în sala de sport a închisorii din Nürnberg la data de 16 octombrie 1946, între orele 1:00 și 2:57. Cei 10 naziști executați au fost: Hans Frank, Wilhelm Frick, Alfred Jodl, Ernst Kaltenbrunner, Wilhelm Keitel, Joachim von Ribbentrop, Alfred Rosenberg, Fritz Sauckel, Arthur Seyss-Inquart și Julius Streicher. În dimineața zilei de 17 octombrie 1946 trupurile celor 10 executați, împreună cu trupul lui Hermann Göring (care se sinucise cu cianură cu o noapte înainte), au fost transportate cu camioane americane la crematoriul cimitirului estic din München, unde au fost imediat incinerate. Cenușa acestora a fost împrăștiată apoi de ofițeri americani în pârâul Wenzbach (mic afluent de stânga al râului Isar), lângă strada Conwentzstraße din München, spre a nu deveni ulterior loc de pelerinaj pentru extremiști de dreapta.